# Paradistangara
Paradistangara (Tangara chilensis) är en fågel i familjen tangaror inom ordningen tättingar.

## Utseende
Paradistangaran är en liten och mycket praktfull tangara. Det lysande gröna huvudet kontrasterar med blå strupe, turkos strupe, svart ovansida och röd övergump. Könen är lika.

## Utbredning och systematik
Paradistangara delas in i fyra underarter med följande utbredning:
- T. c. chilensis – sydöstra Colombia till norra Bolivia och västra Amazonområdet i Brasilien
- T. c. caelicolor – Colombia öster om Anderna till södra Venezuela och nordvästra Brasilien
- T. c. paradisea – östra Venezuelas ansluttning till Guyana och norra Brasilien
- T. c. chlorocorys – norra och centrala Peru (övre Huallagadalen)

## Levnadssätt
Paradistangaran hittas i fuktiga låglänta skogar, där den ofta är rätt vanlig. Den håller sig vanligen högt uppe i trädtaket, men kan ibland röra sig lägre ner i de mellersta skikten. Fågeln påträffas ofta i artblandade flockar som rör sig snabbt framåt i skogen.

## Status och hot
Arten har ett stort utbredningsområde, men tros minska i antal, dock inte tillräckligt kraftigt för att den ska betraktas som hotad. Internationella naturvårdsunionen IUCN listar arten som livskraftig (LC).

## Bilder

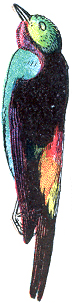
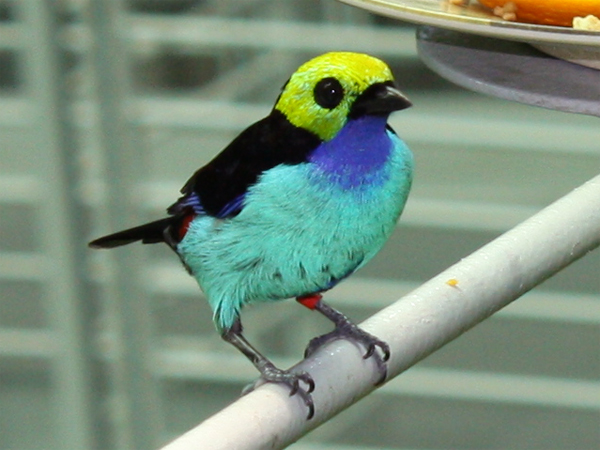
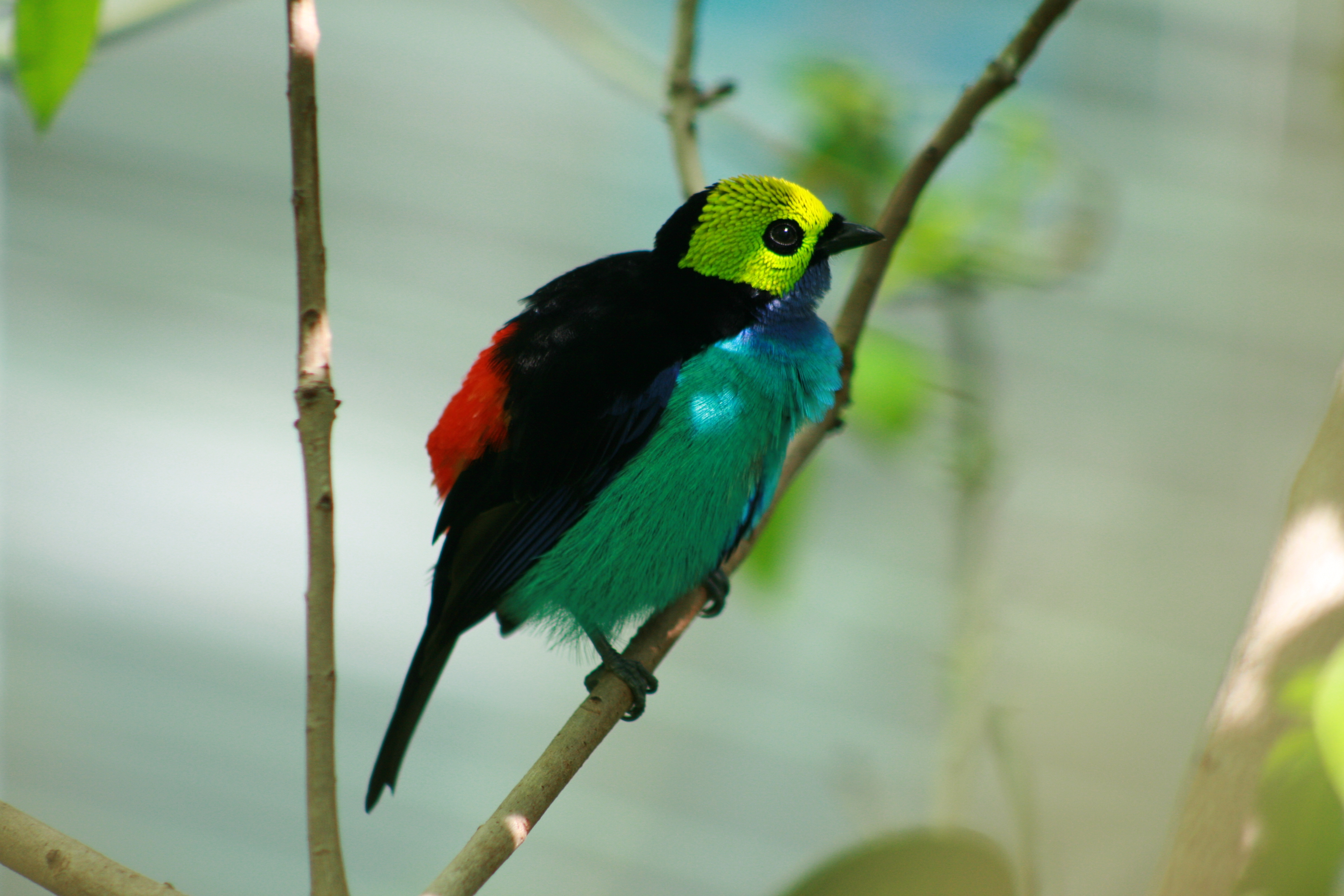
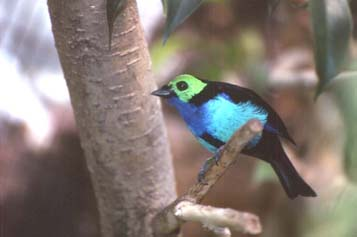